# الفانتین
الفانتین (به انگلیسی: Elephantine)، (به عربی: جزيرة الفنتين) یک جزیره در رود نیل در شمال نوبان و در جنوب مصر می‌باشد. این جزیره اکنون بخشی از شهر جدید آسوان بوده و دارای چند سایت باستان‌شناسی است. در زمان هخامنشیان این شهر یک مستعمرهٔ یهودی بوده‌است.

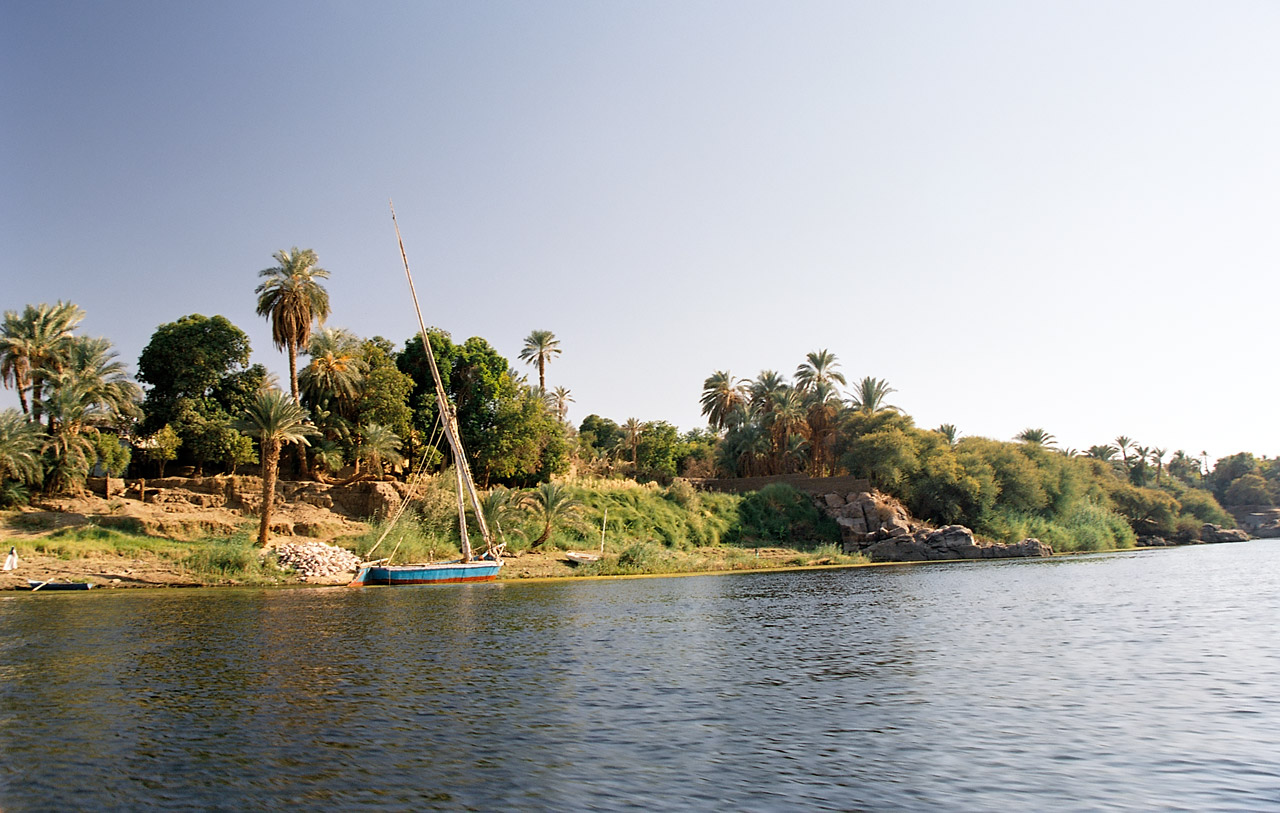
ساحل شرقی جزیره الفانتین در کناره رود نیل

جزیره الفانتین به طول ۱۲۰۰ متر است و در پهناورترین بخش ۴۰۰ متر عرض دارد.
در مصر باستان به نام «ابو» یا «یبو» نامیده می‌شده و در مرز مصر و نوبیا بوده‌است. مکان جغرافیایی الفانتین آن را یک مرکز دفاعی ایده‌آل ساخته‌است.

## نگارخانه

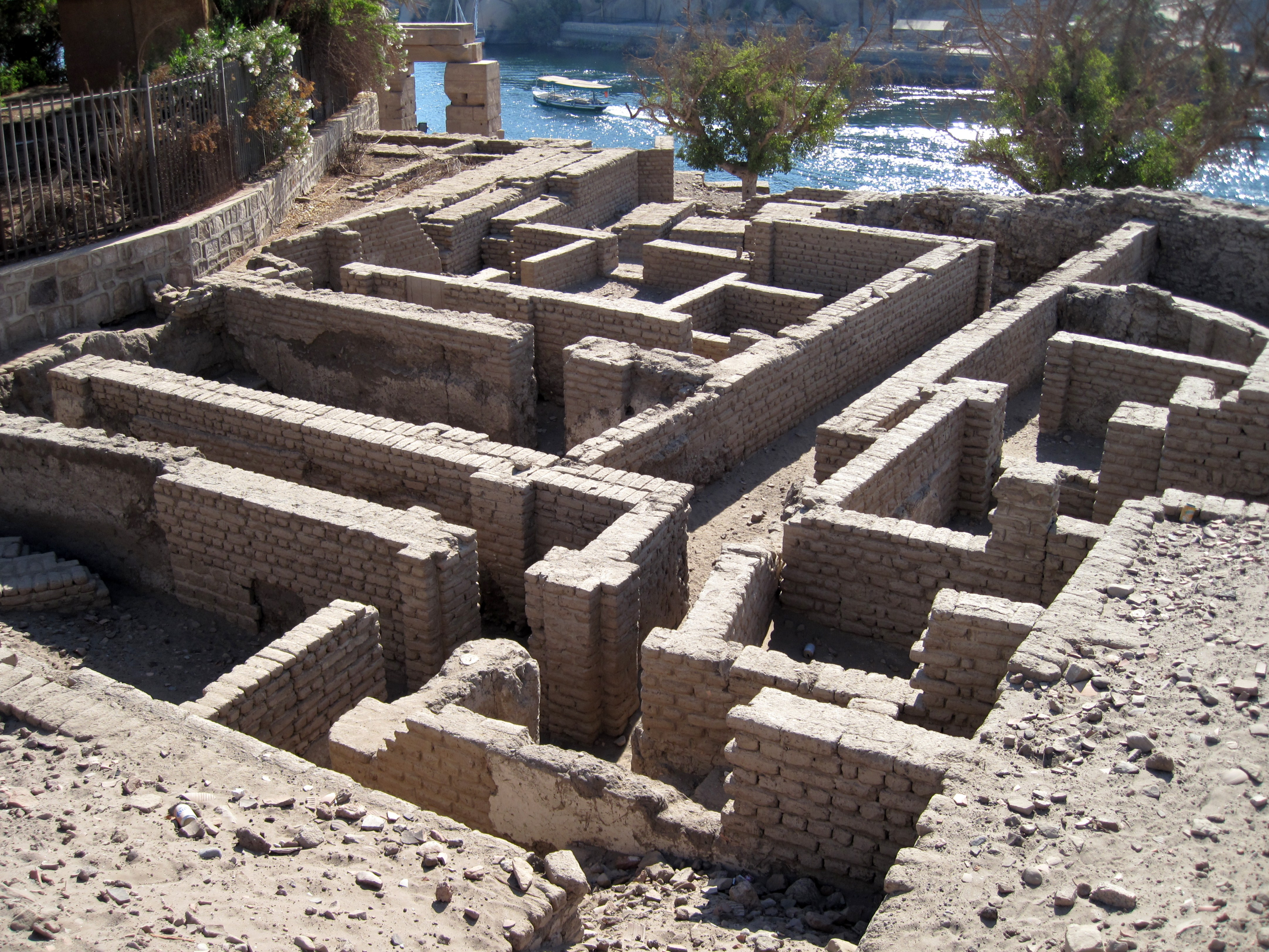
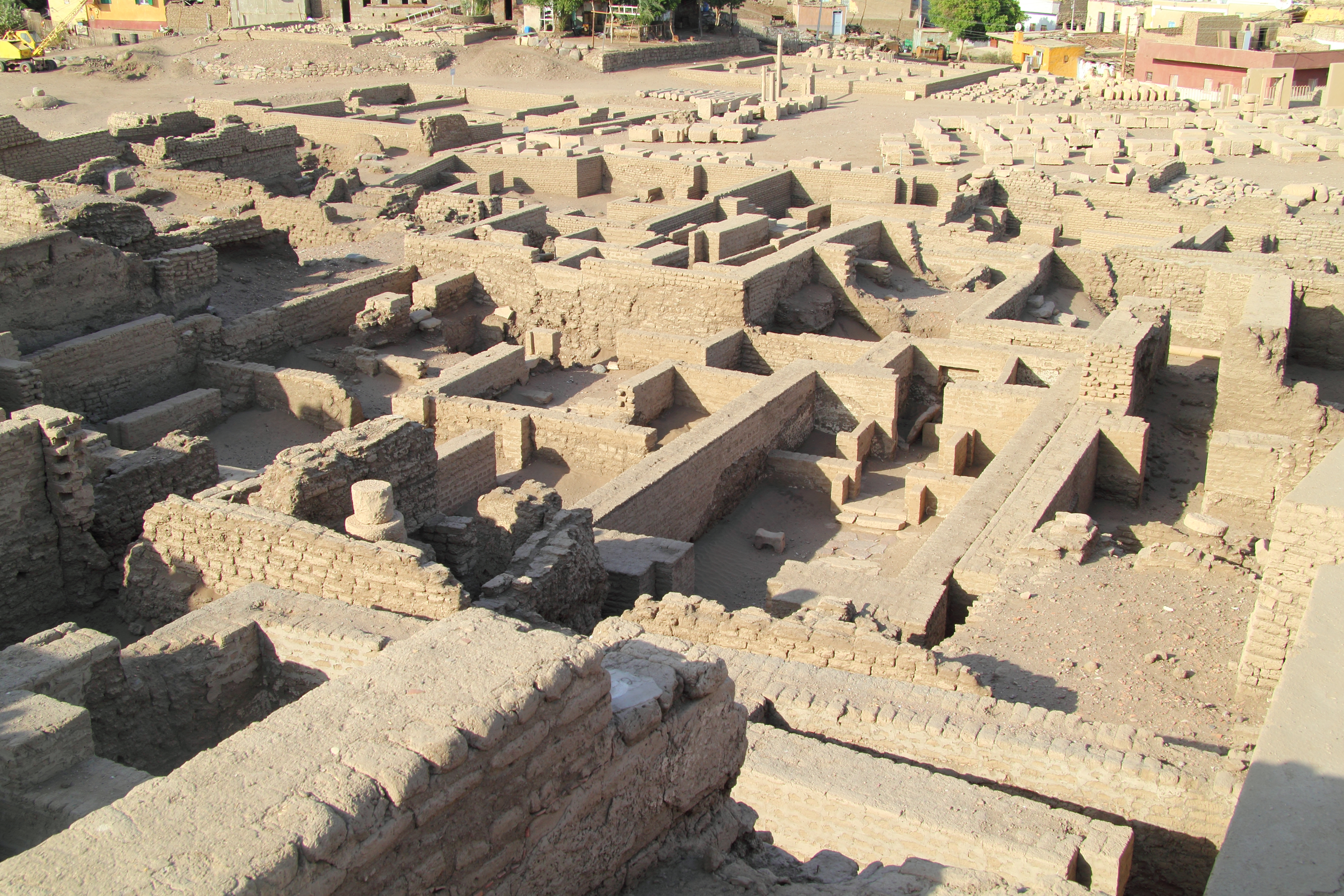
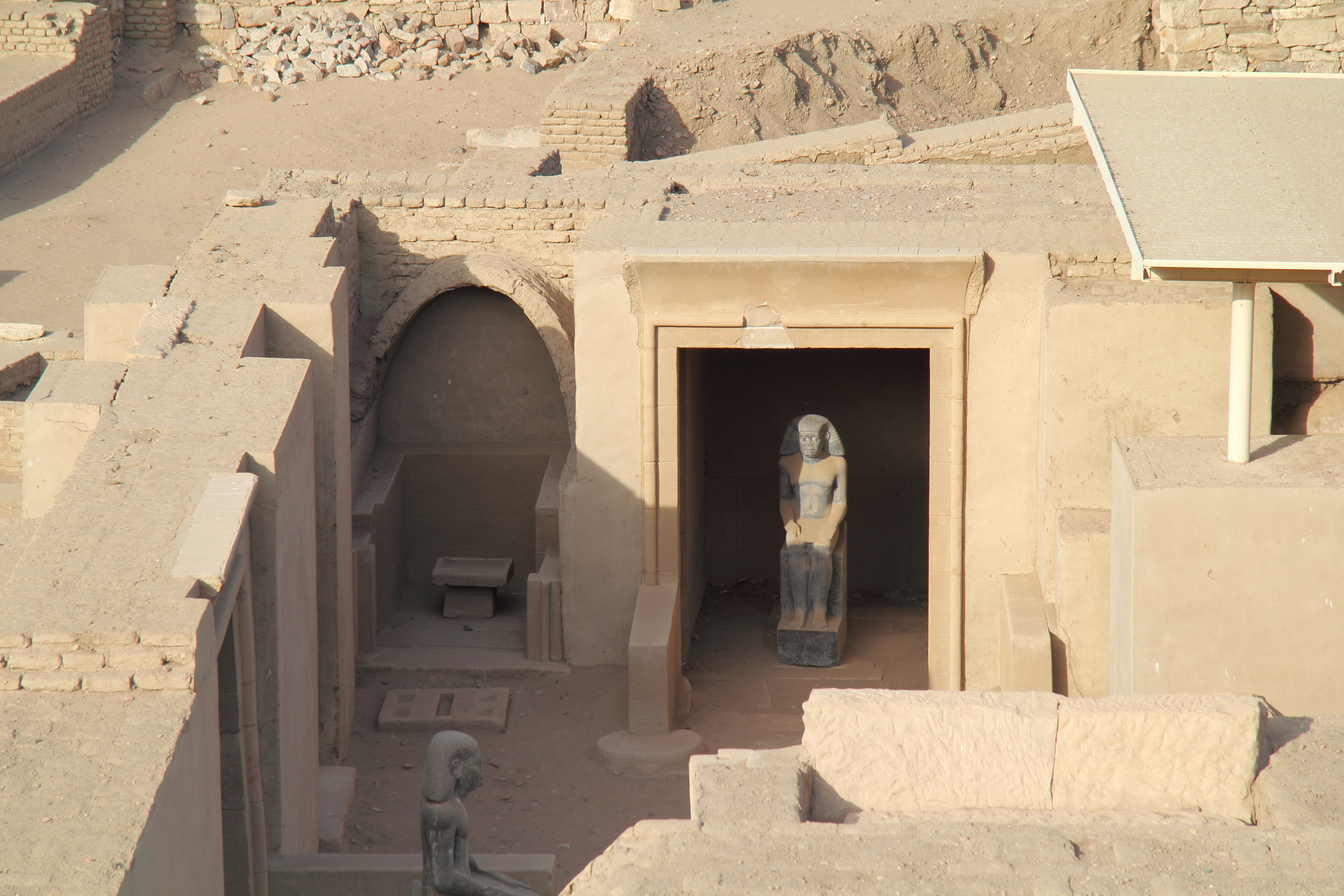
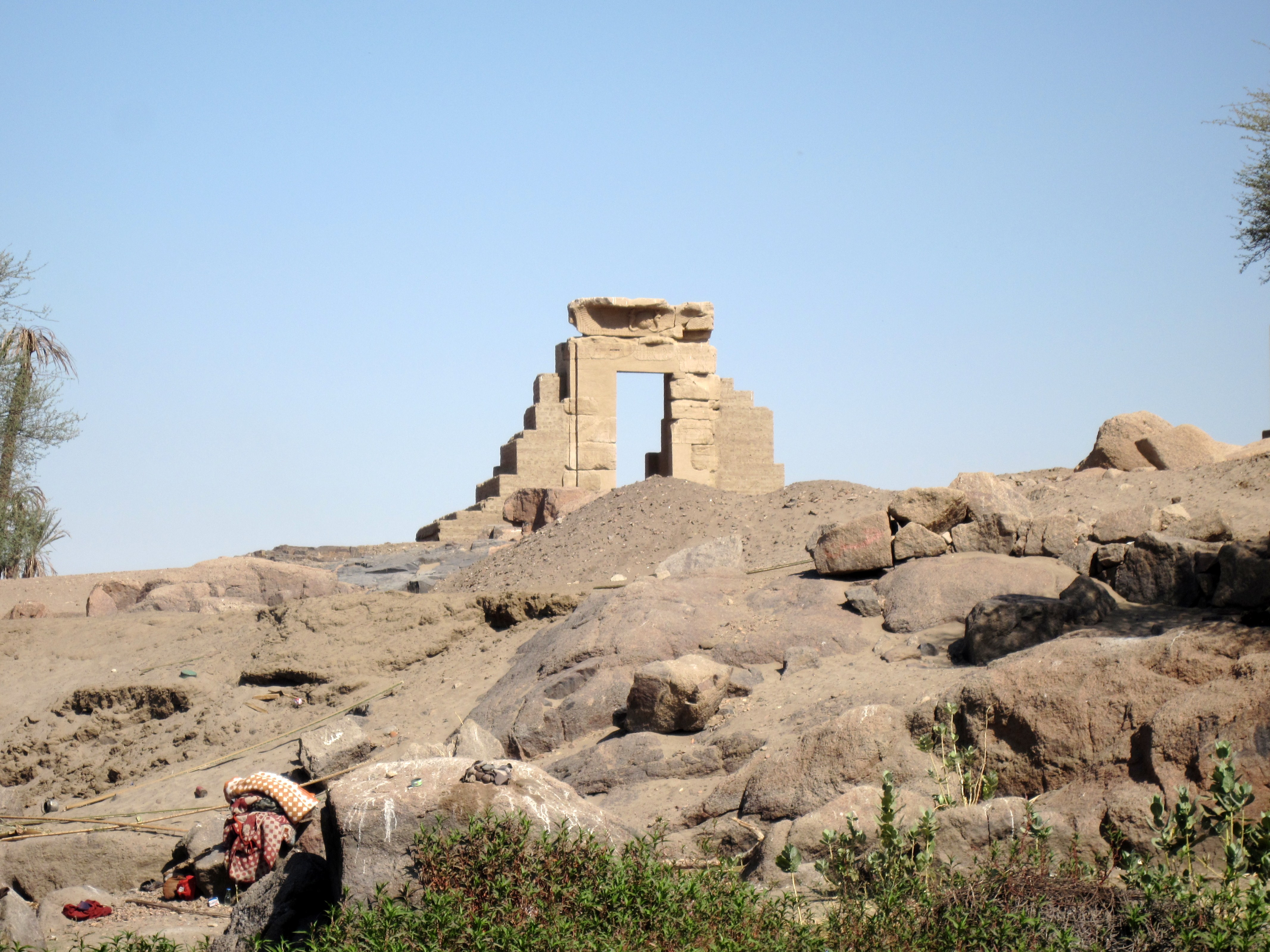
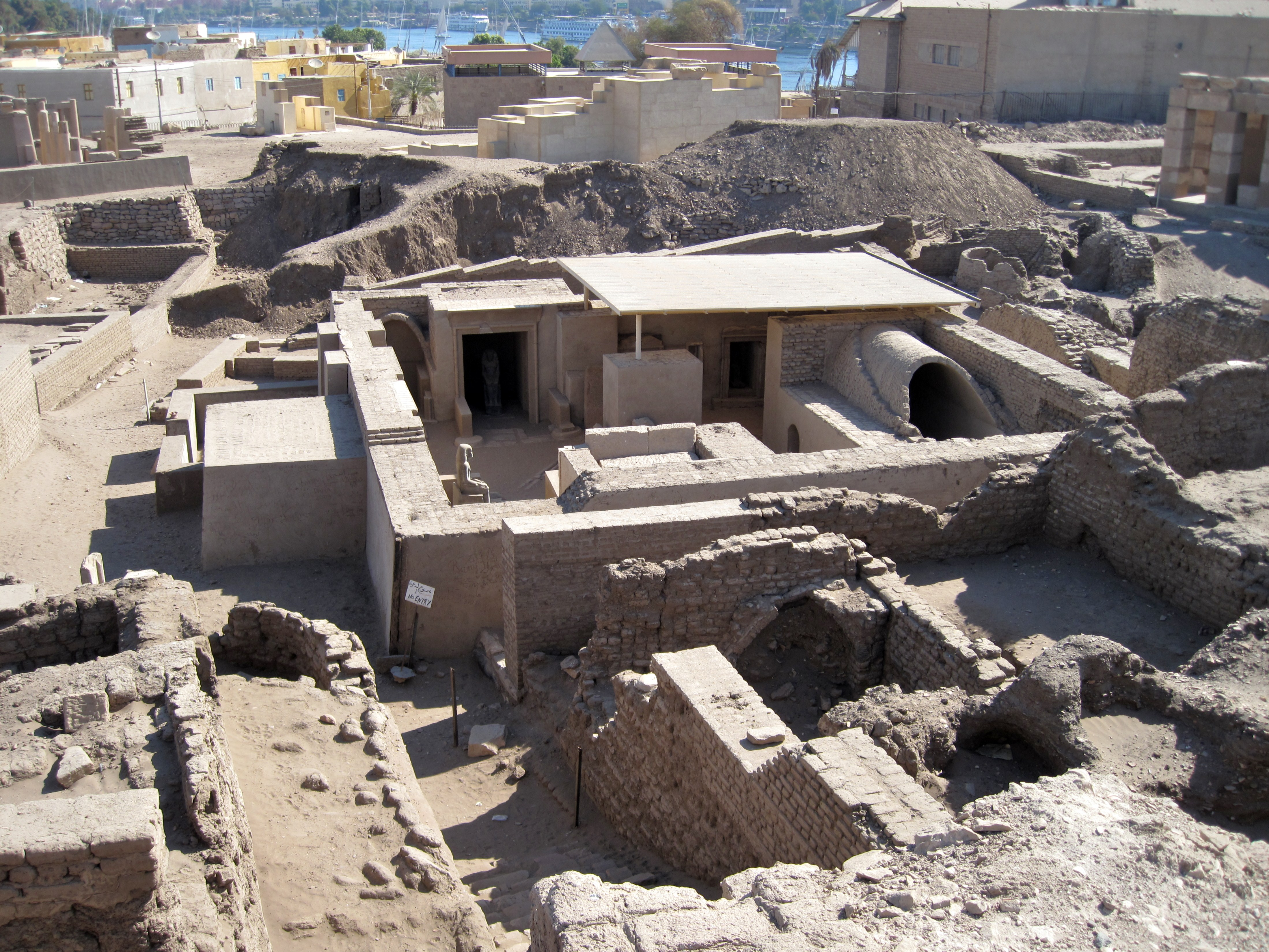
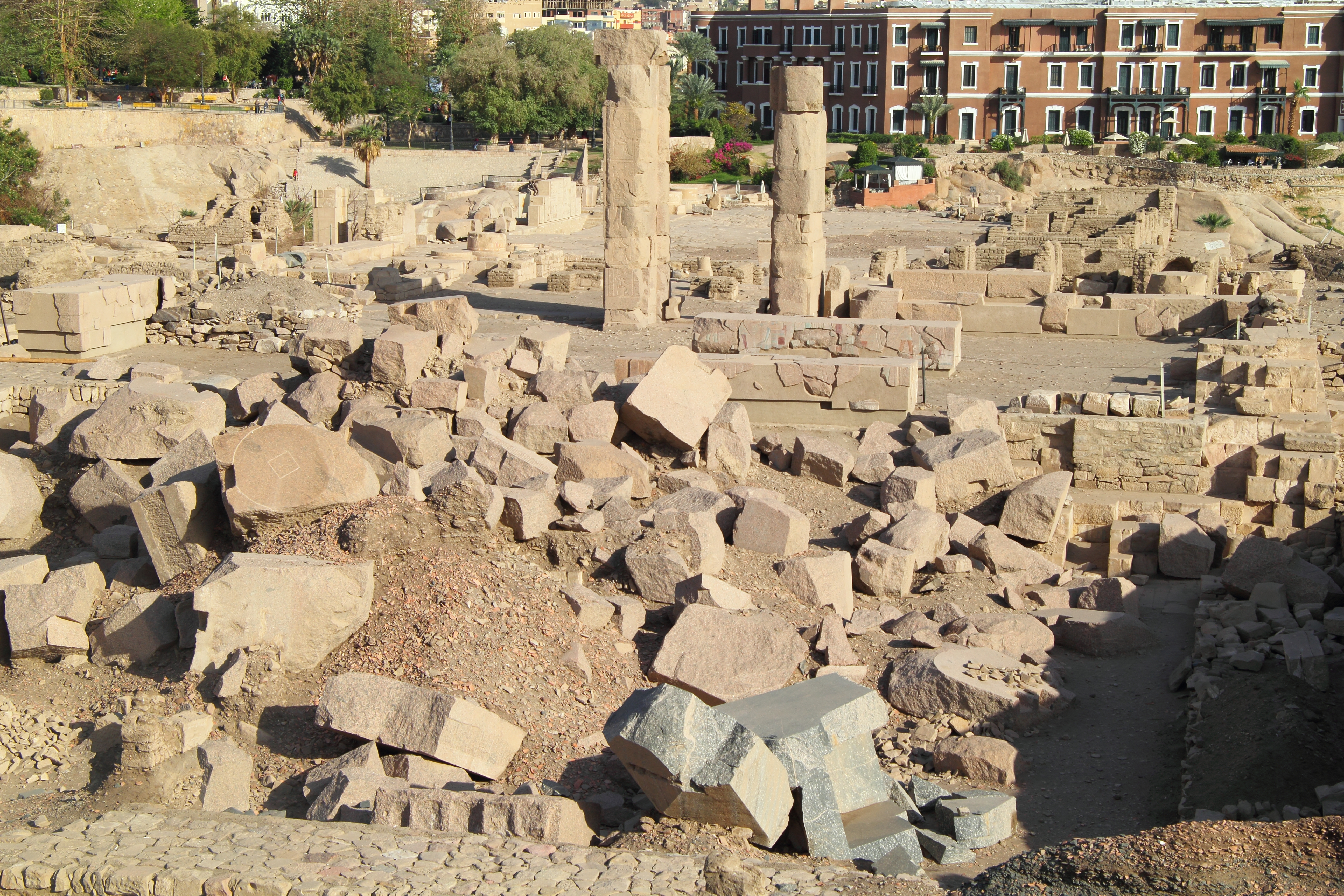
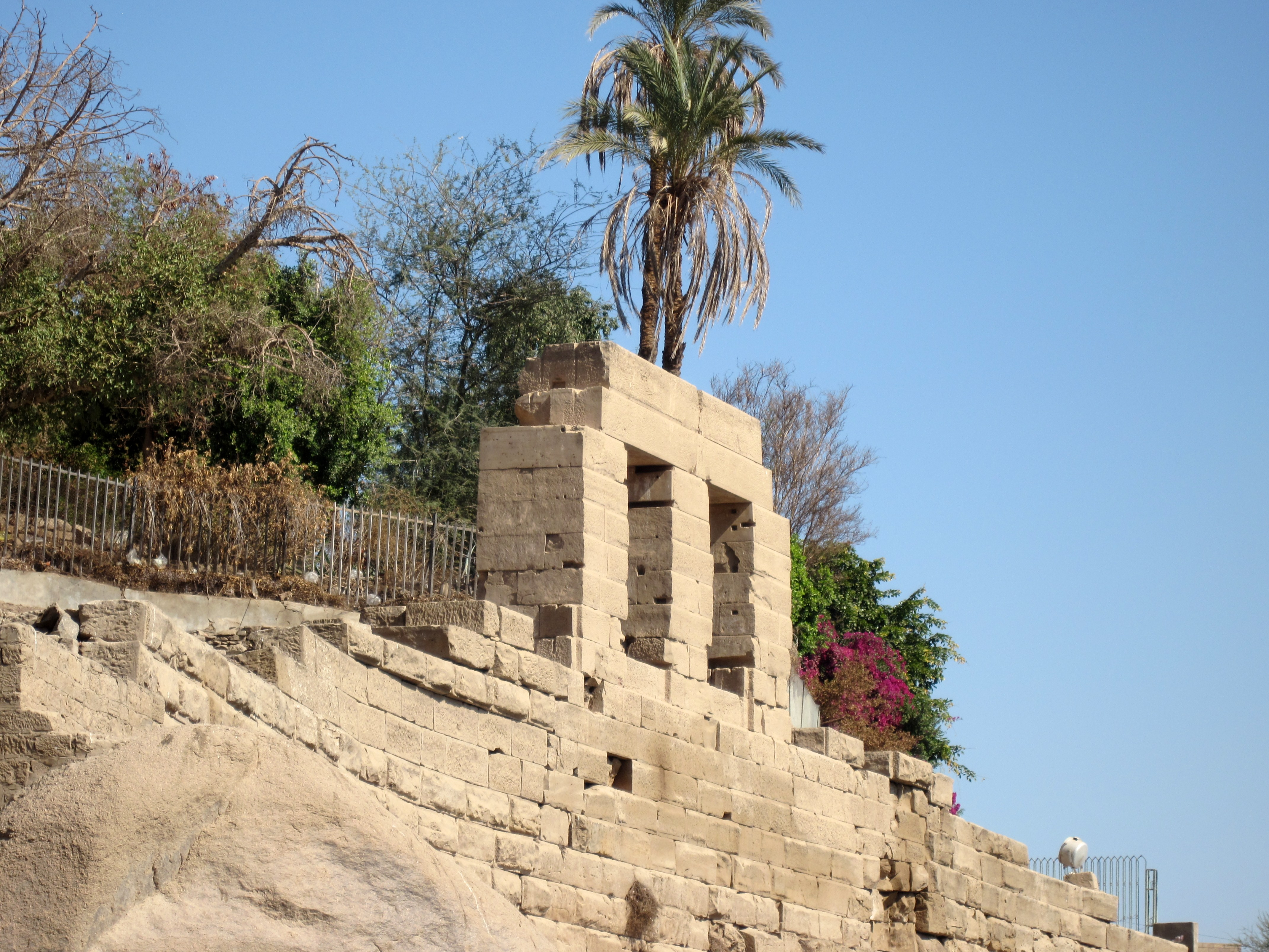
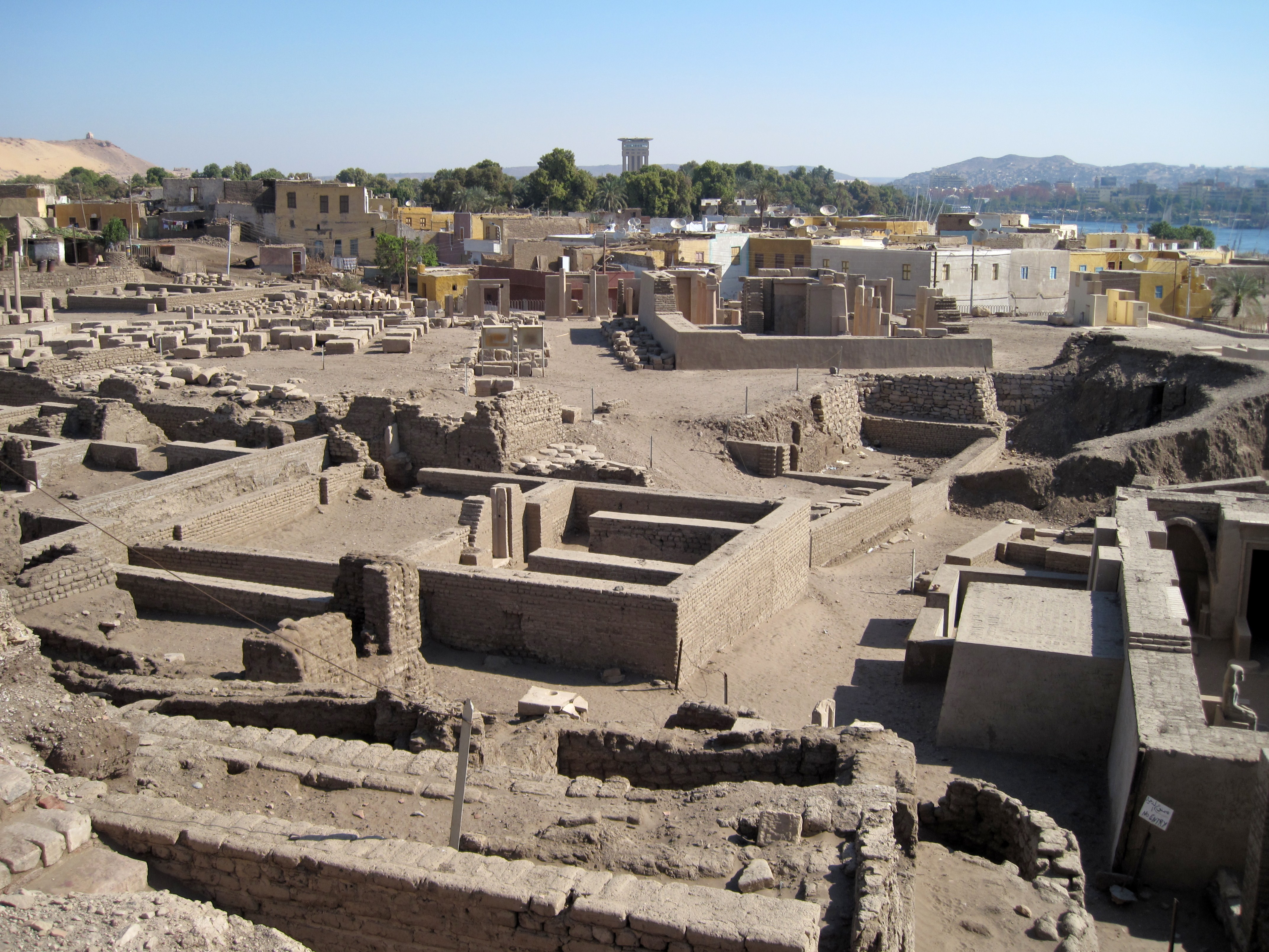
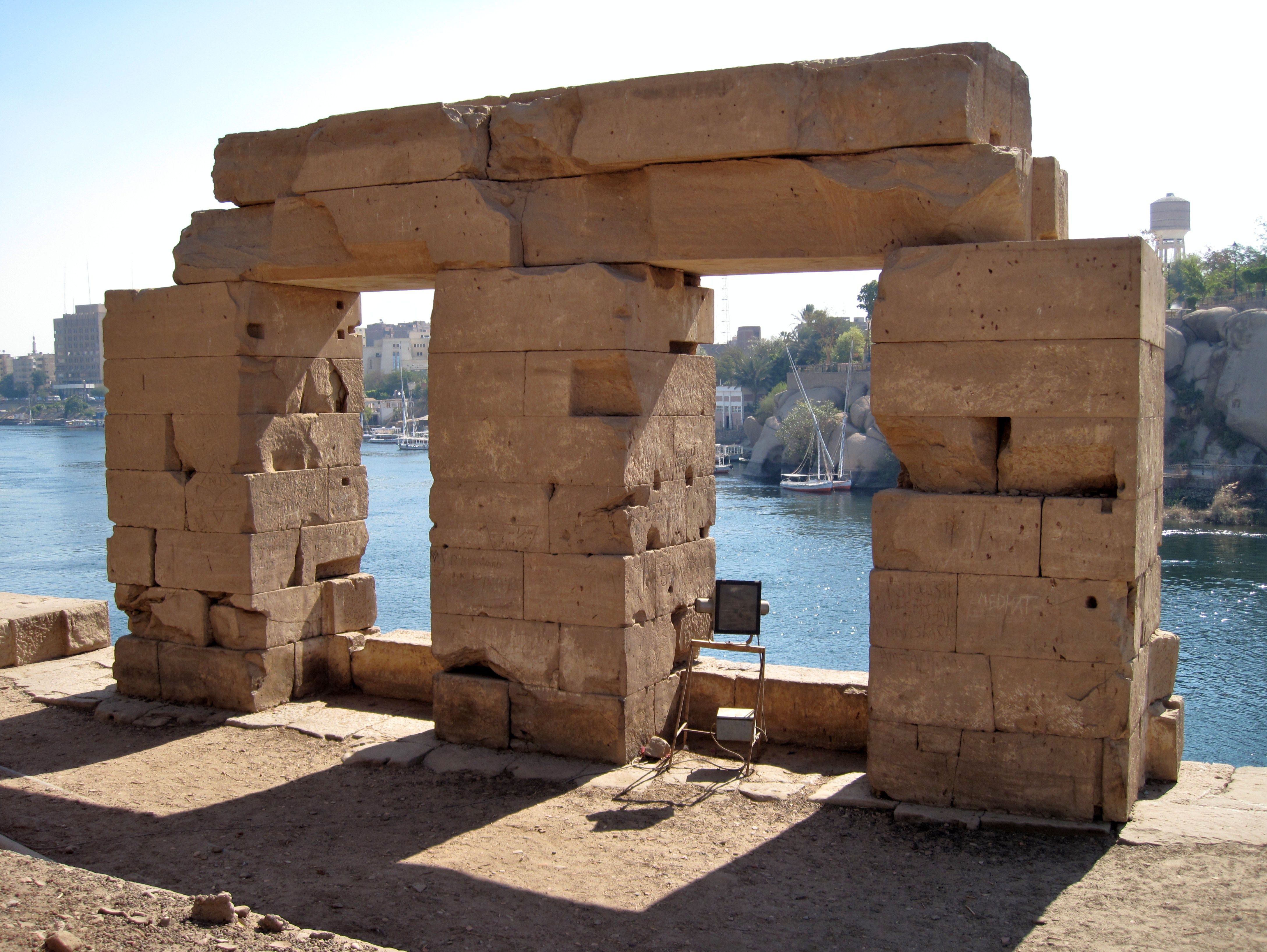
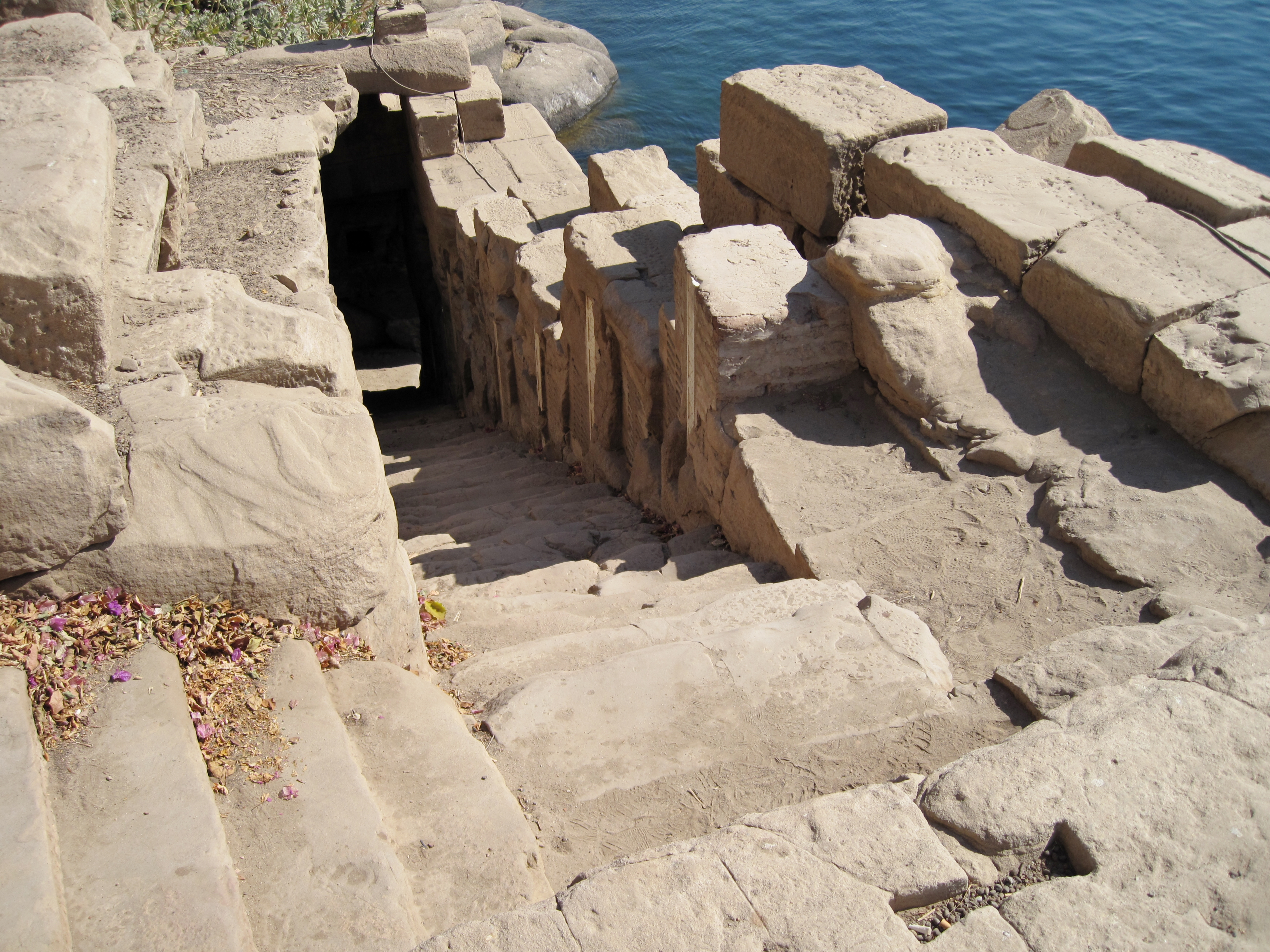
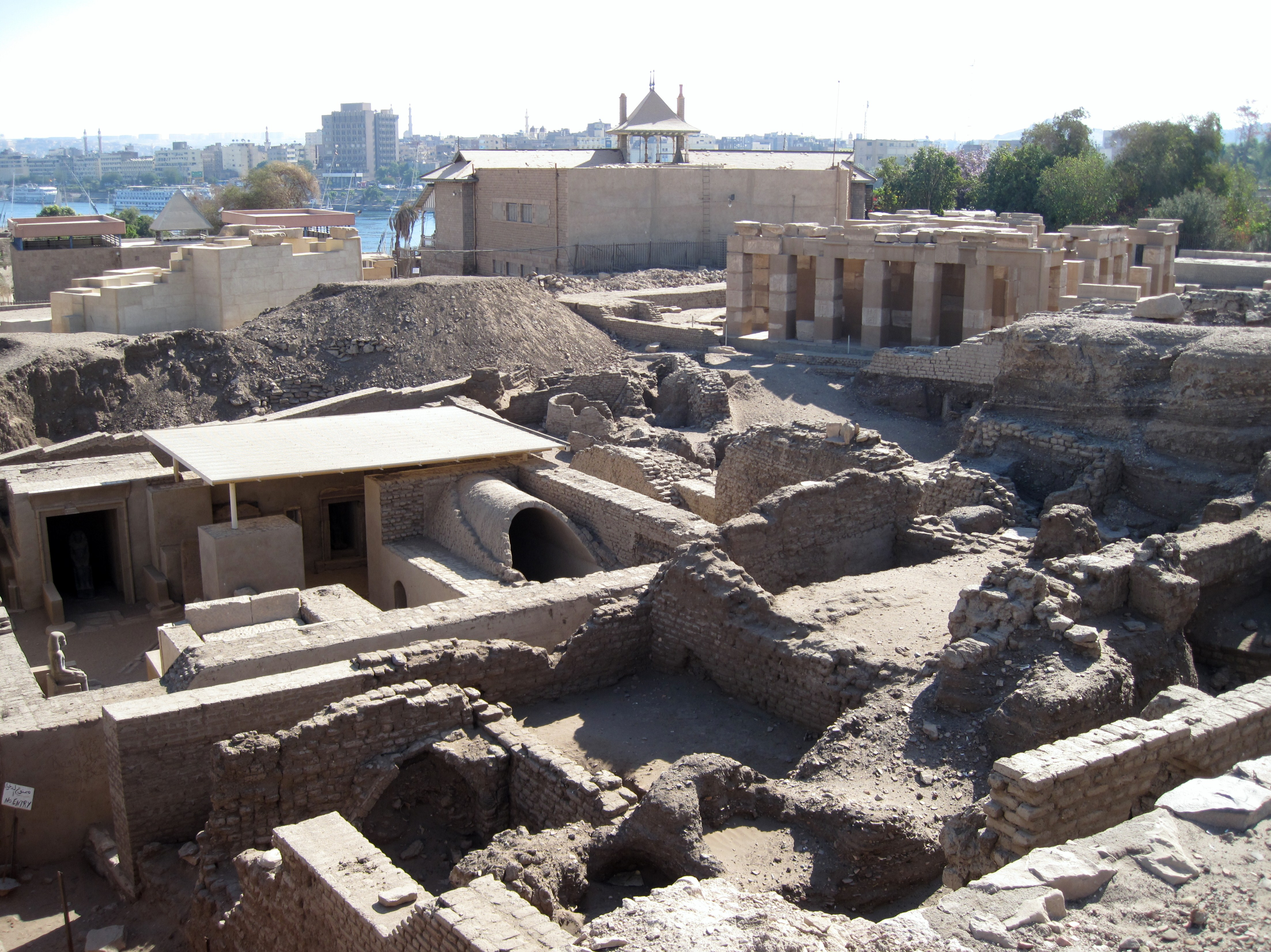
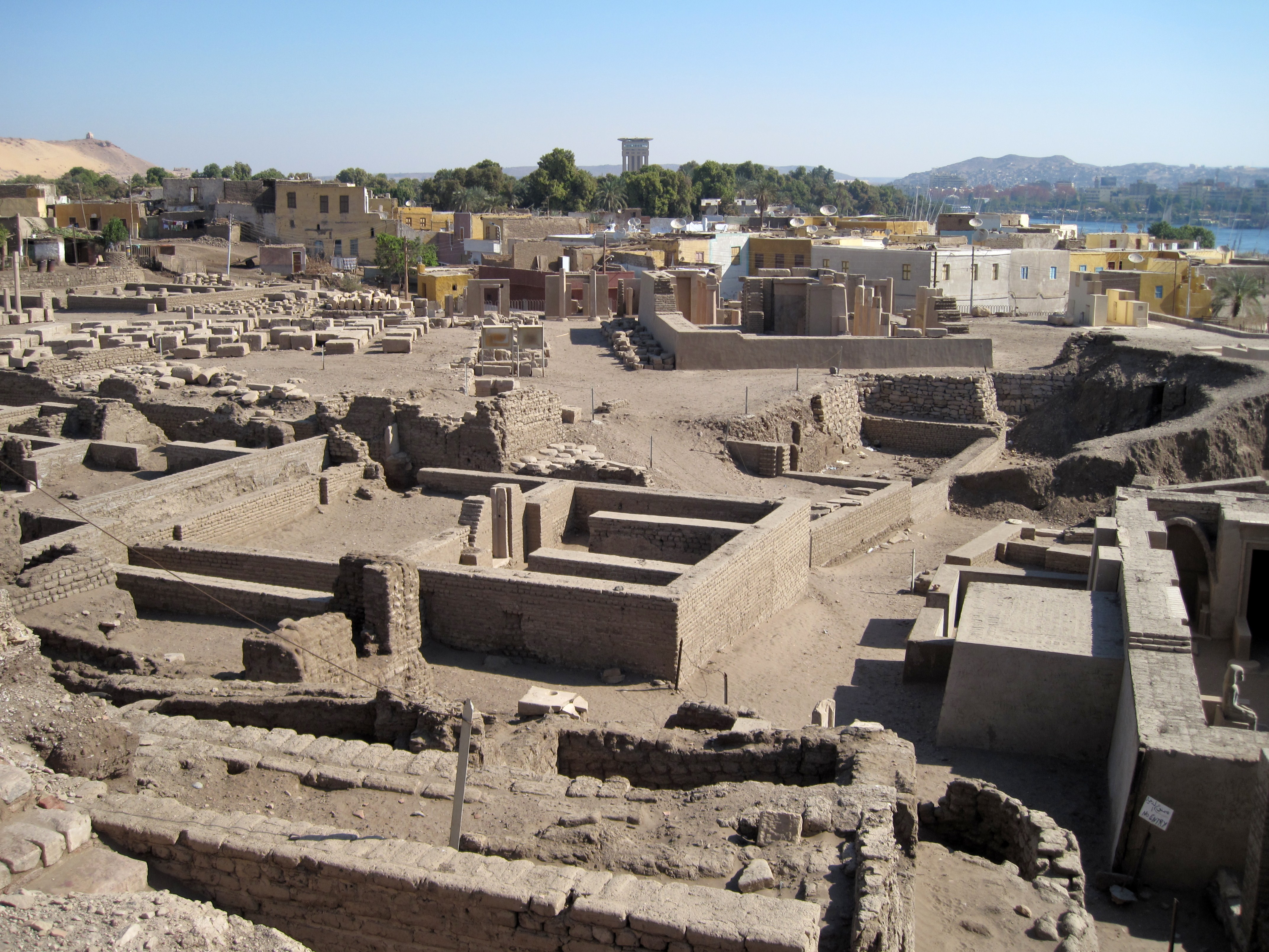
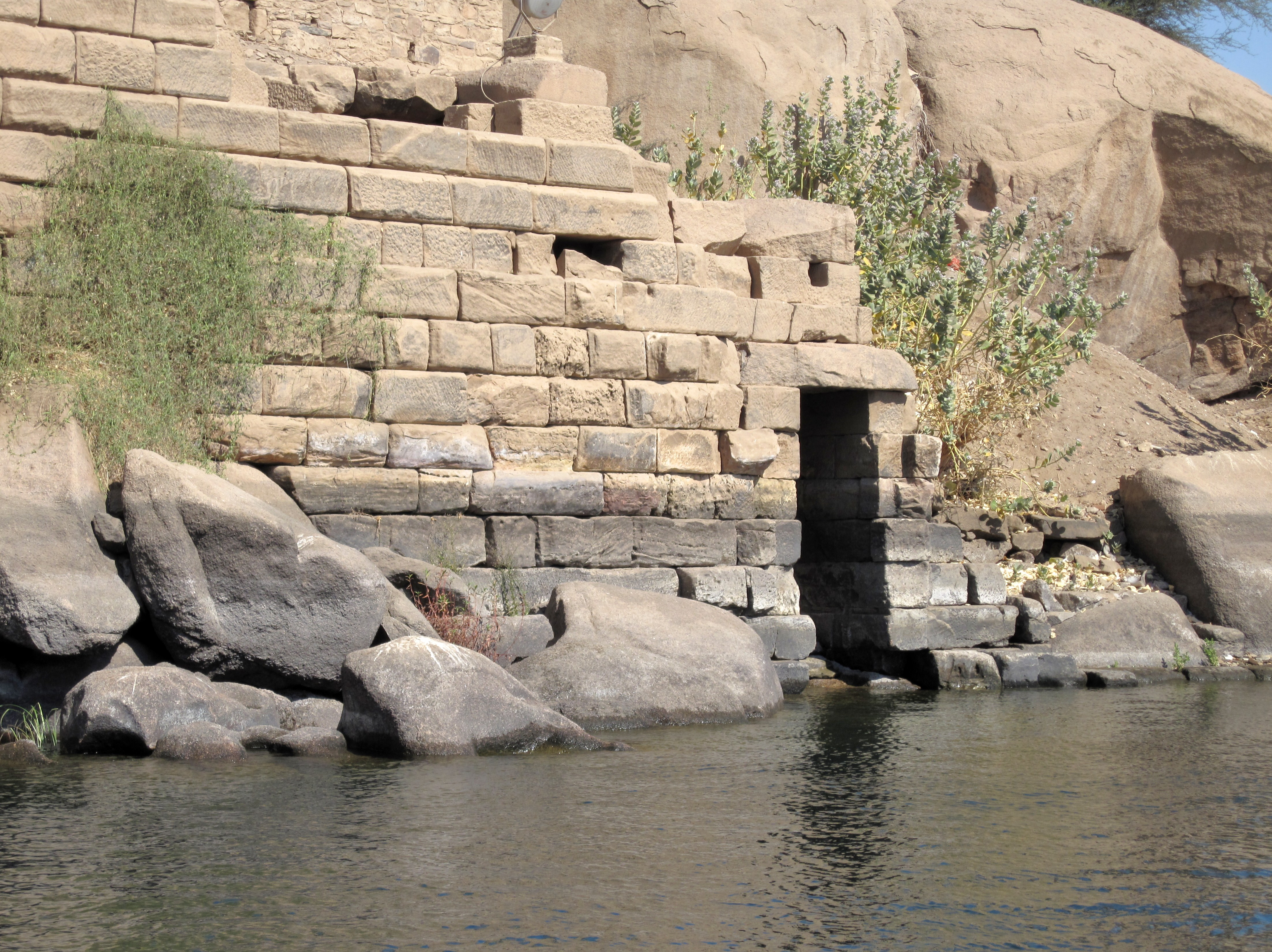
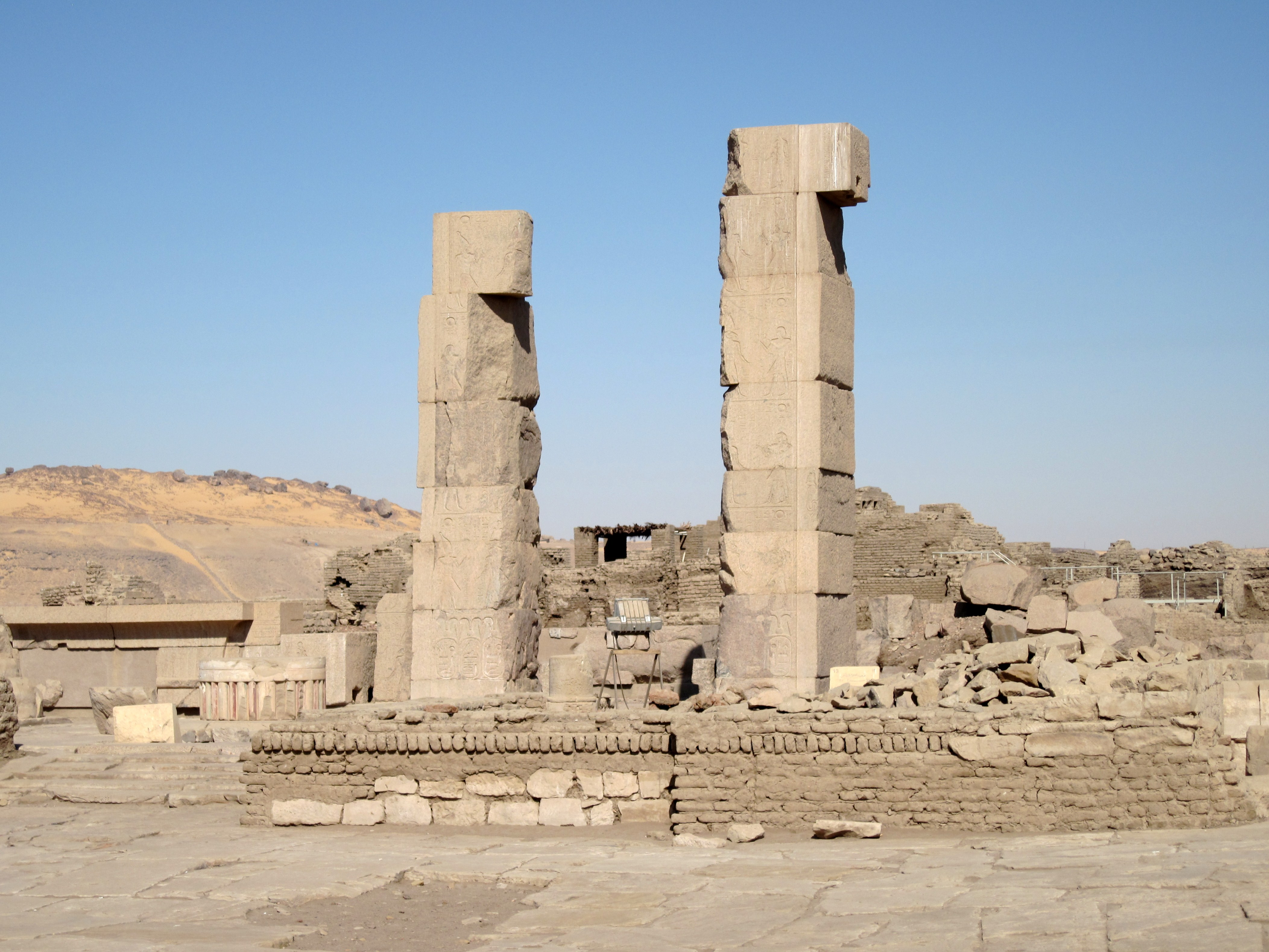
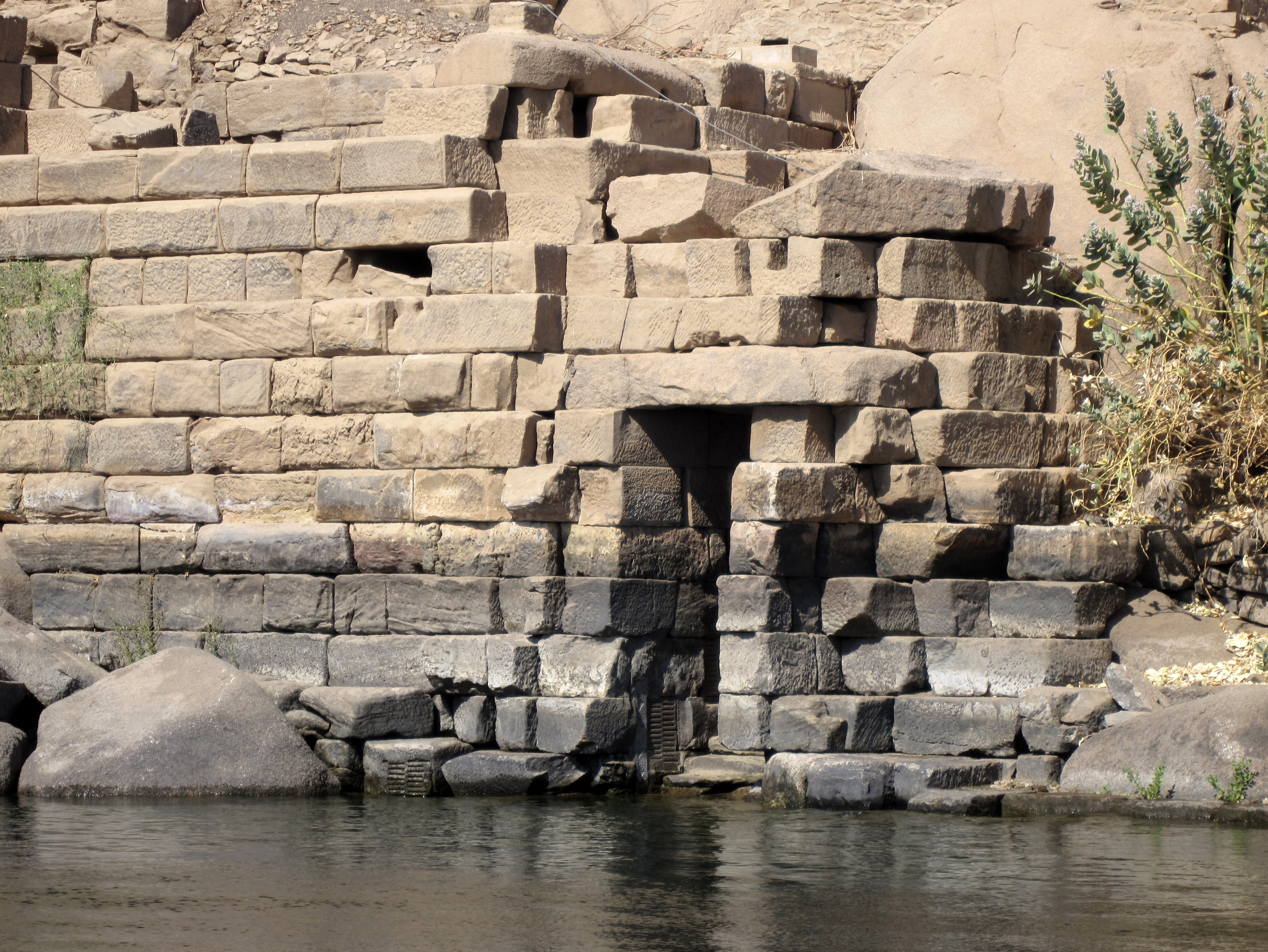
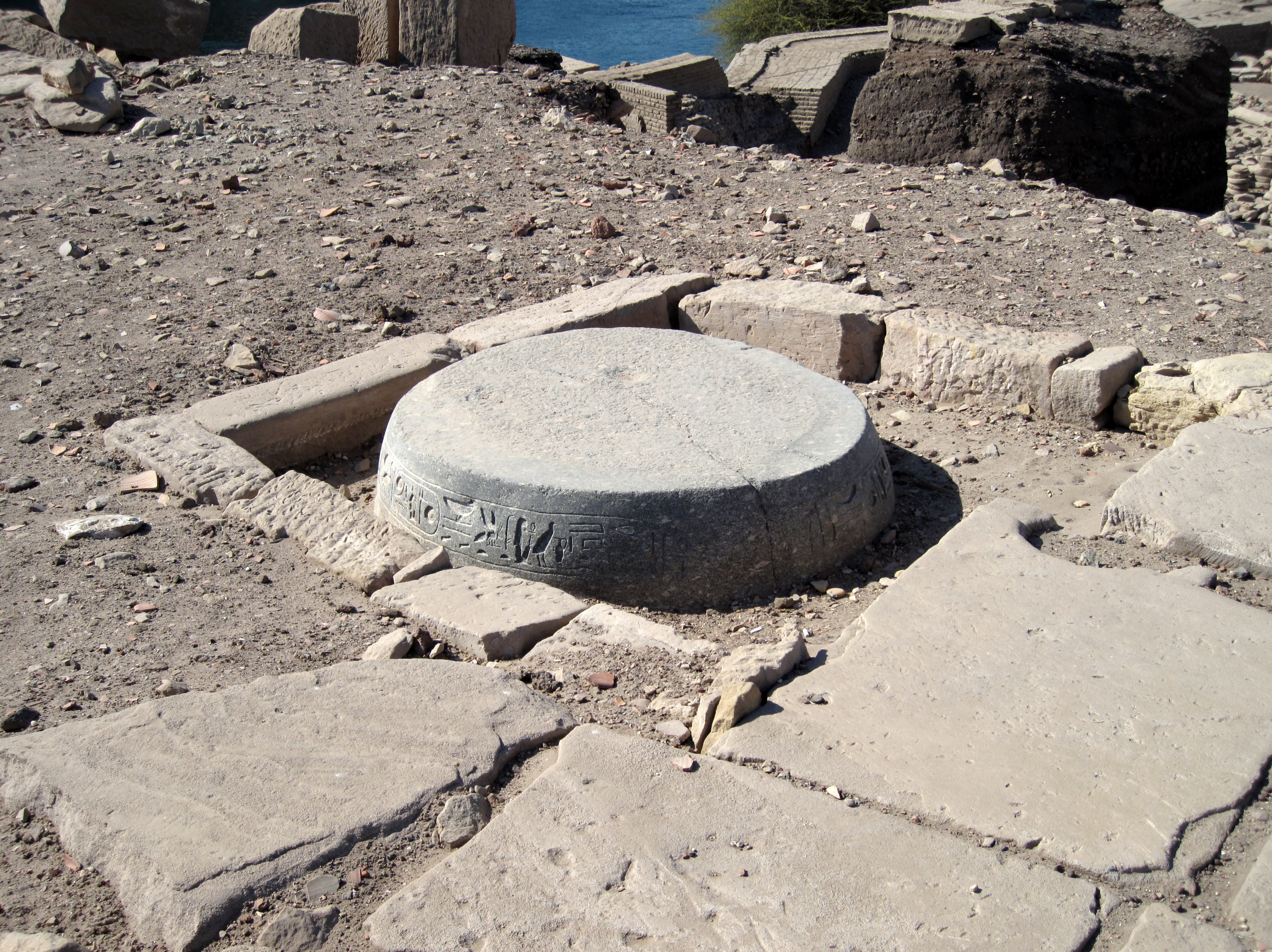
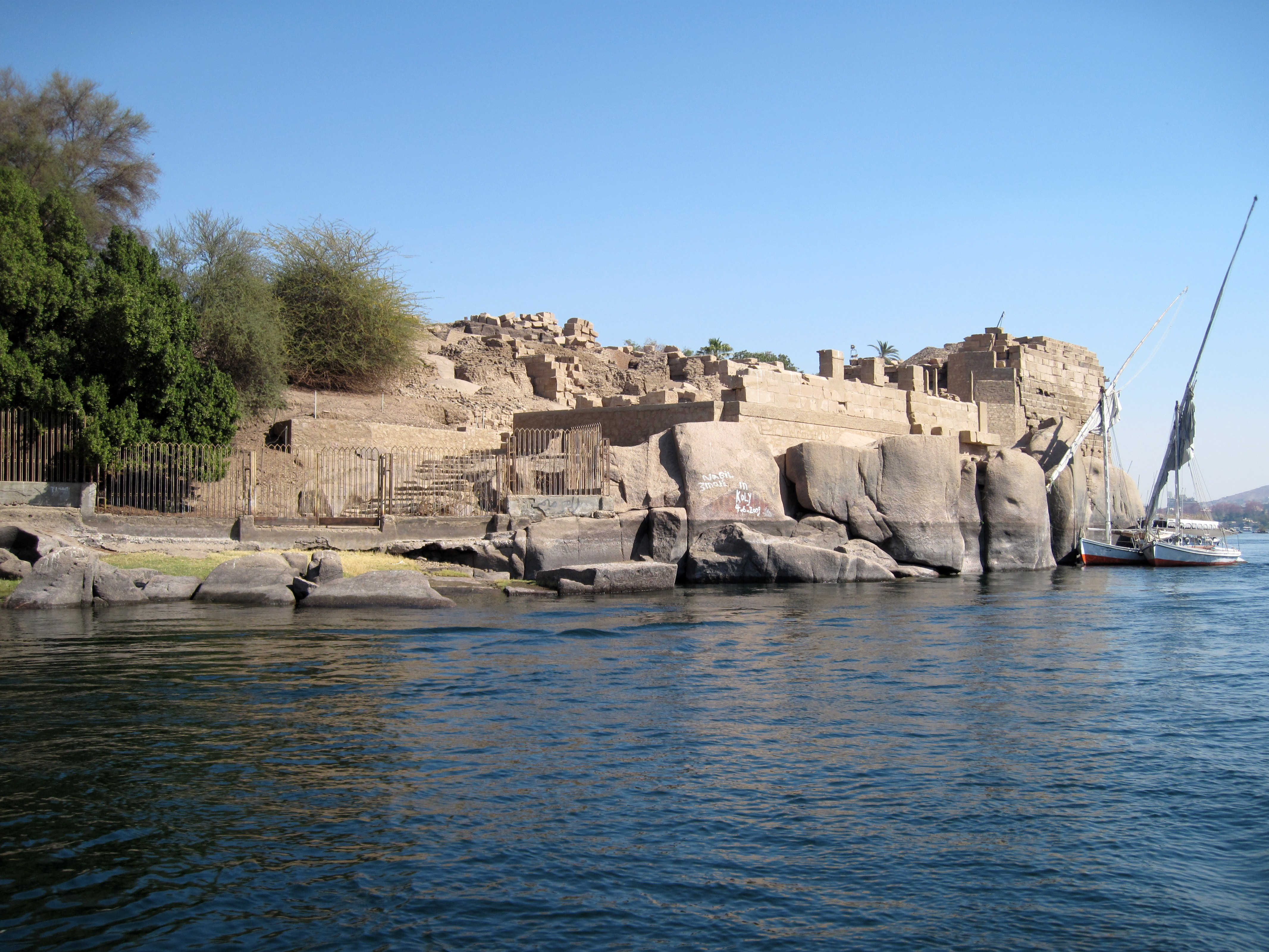
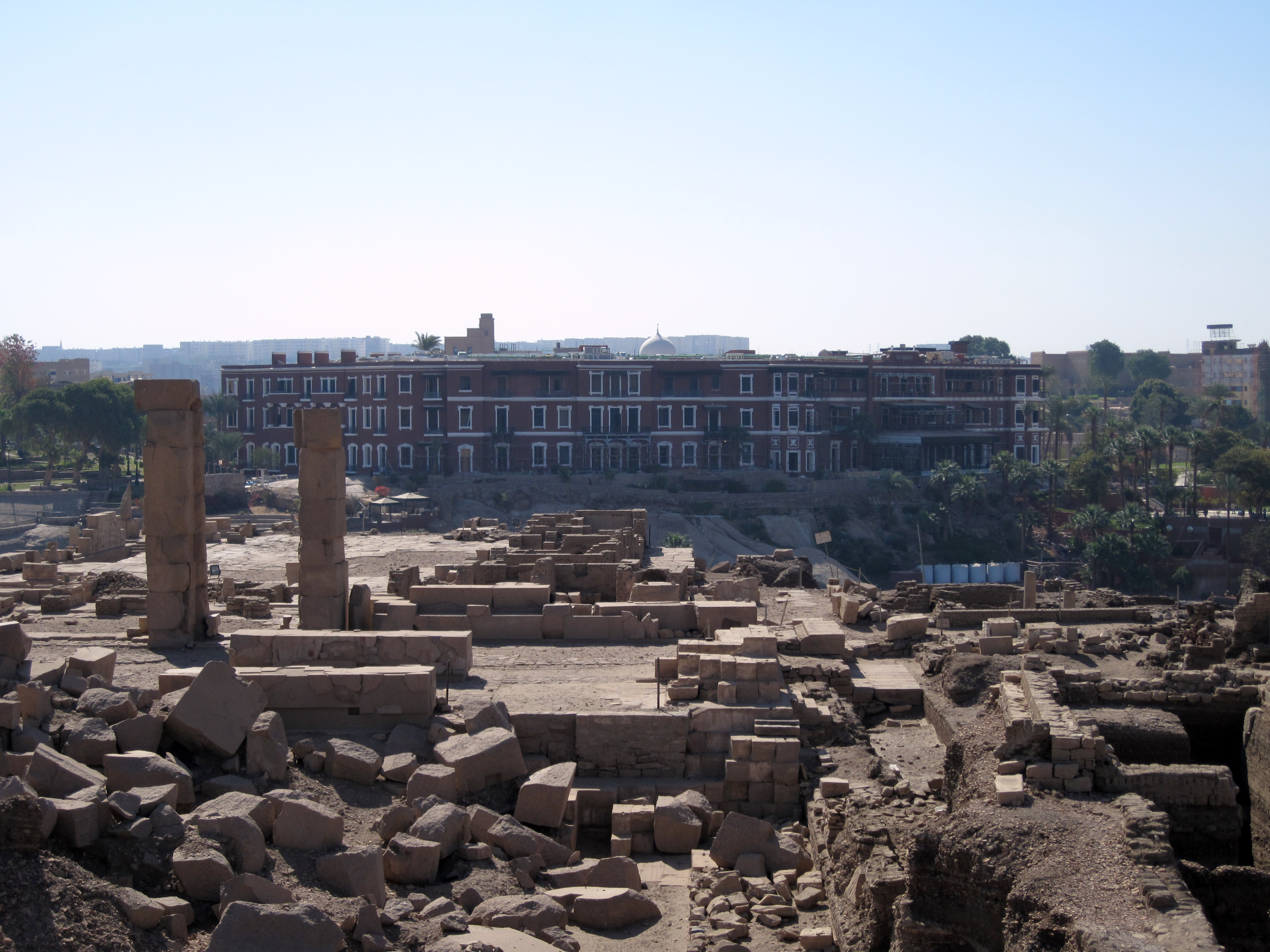